# Международная патентная классификация
Международная патентная классификация (МПК, англ. International Patent Classification - IPC) — иерархическая система патентной классификации. МПК является средством для классификации патентных документов (патенты и авторские свидетельства на изобретения, промышленные образцы, полезные модели, включая опубликованные заявки) единообразной в международном масштабе. Представляет собой инструмент для патентных ведомств и других потребителей, осуществляющих поиск патентных документов.
МПК создана в соответствии со Страсбургским соглашением в 1971 году. Обновляется на регулярной основе Комитетом экспертов, состоящим из представителей государств, подписавших это соглашение (стран Соглашения), и наблюдателей от других организаций, таких, как Европейская патентная организация. Административные функции Соглашения выполняет Всемирная организация интеллектуальной собственности (ВОИС).
Каждый патентный документ всех стран Соглашения (а также большинства других) имеет, по крайней мере, один классификационный индекс МПК с указанием области техники, к которой относится изобретение. Также могут быть назначено несколько индексов для более подробного информирования о содержании документа. Пример индекса:

A01B 1/10 — ручные орудия, имеющие несколько лезвий.
Эталонная действующая версия МПК в электронном виде публикуется на сайте ВОИС.

## Описание
МПК охватывает все области знаний, объекты которых могут подлежать защите охранными документами. Для конкретизации области существуют пять основных уровней иерархии:
1. Раздел
2. Класс
3. Подкласс
4. Группа
5. Подгруппа

Дальнейшее уточнение происходит путём подчинения одних подгрупп другим.
Каждый объект классификации состоит из индекса и описательной части. Индекс объекта (кроме разделов) состоит из соответствующего индекса предыдущего уровня и, добавленной к нему, буквы или числа. Описательная часть, как правило, состоит из заголовка объекта и краткого перечня относящейся к нему тематики или рубрик.

### Раздел
МПК разделена на восемь разделов. Разделы представляют собой высший уровень иерархии МПК. Каждый раздел обозначен заглавной буквой латинского алфавита от A до Н. Разделы имеют следующие названия:
А: Удовлетворение жизненных потребностей человека
В: Различные технологические процессы; транспортирование
С: Химия; металлургия
D: Текстиль; бумага
E: Строительство и горное дело
F: Машиностроение; освещение; отопление; двигатели и насосы; оружие и боеприпасы; взрывные работы
G: Физика
H: Электричество

### Класс
Каждый раздел делится на классы. Классы являются вторым уровнем иерархии МПК. Индекс класса состоит из индекса раздела и двузначного числа. Заголовок класса отражает содержание класса. Например,

A01 — Сельское хозяйство; лесное хозяйство; животноводство; охота; отлов животных; рыболовство и рыбоводство .

### Подкласс
Каждый класс содержит один или более подклассов. Подклассы представляют собой третий уровень иерархии МПК. Индекс подкласса состоит из индекса класса и заглавной буквы латинского алфавита. Заголовок подкласса с максимальной точностью определяет содержание подкласса. Например,

A01B — Обработка почвы в сельском и лесном хозяйствах; узлы, детали и принадлежности сельскохозяйственных машин и орудий вообще.

### Группы и подгруппы
Каждый подкласс разбит на группы. В свою очередь группы делятся на основные группы (то есть четвёртый уровень иерархии МПК) и подгруппы (более низкий уровень иерархии по сравнению с основными группами). Индекс группы МПК состоит из индекса подкласса, за которым следуют два числа, разделенные наклонной чертой.
Индекс основной группы состоит из индекса подкласса, за которым следует одно-, двух- или трехзначное число, наклонная черта и два нуля. Текст основной группы точно определяет область техники, которая считается целесообразной для проведения поиска. Например,

A01B 1/00 — Ручные орудия.
Подгруппы образуют рубрики, подчиненные основной группе. Индекс подгруппы состоит из индекса подкласса, за которым следует число основной группы, которой подчинена данная подгруппа, наклонная черта и, по крайней мере, две цифры, кроме 00. Текст подгруппы понимается всегда в пределах объёма её основной группы и точно определяет тематическую область, в которой считается наиболее целесообразным проведение поиска. Перед текстом подгруппы ставится одна или более точек, которые определяют степень её подчиненности, то есть указывают на то, что подгруппа является рубрикой, подчиненной ближайшей вышестоящей рубрике, напечатанной с меньшим сдвигом, то есть имеющей на одну точку меньше. Например,

A01B 1/02 .заступы; лопаты

A01B 1/04 ..с зубьями

## История и развитие
Основой МПК послужила «Международная (Европейская) патентная классификация», созданная соответствии с положениями Европейской конвенции о Международной патентной классификации 1954 года и опубликованной 1 сентября 1968 года. В 1967 году Объединенные международные бюро по охране интеллектуальной собственности (БИРПИ, BIRPI), предшественник ВОИС, и Совет Европы начали переговоры, направленные на придание этой классификации статуса действительно «международной». Их усилия увенчались подписанием Страсбургского соглашения 24 марта 1971 года, после чего она стала считаться первой редакцией МПК. Она состояла из восьми разделов, 103 классов, 594 подклассов. Восьмая редакция МПК, состояла из восьми разделов, 129 классов, 639 подклассов, 7314 основных групп и 61397 подгрупп.
МПК периодически пересматривается с целью совершенствования системы с учетом развития техники. До 31 декабря 2005 года было выпущено семь редакций классификатора (примерно каждые пять лет. Однако это был информационный инструмент на бумажном носителе. Для эффективного применения МПК в электронной среде с 1999 года по 2005 год проведена реформа, итогом которой стало вступление в силу 1 января 2006 года восьмой редакции МПК).
В результате реформы МПК была разделена на базовый (с трехлетним циклом пересмотра) и расширенный (с непрерывным пересмотром) уровни. Это позволило максимально удовлетворить потребности различных категорий пользователей. Также были внесены изменения, связанные с реклассификацией патентных документов при изменениях МПК и использованием преимуществ электронного слоя (иллюстрации, ссылки и пр.).
С 2010 года МПК пересматривается ежегодно и новая редакция (версия) вступает в силу 1 января каждого года.
Версия Международной патентной классификации 2015 года — МПК-2015.01 — вступила в силу 1 января 2015 года и содержала 71 738 рубрик.